# Nowoorżyćke
Nowoorżyćke (ukr. Новооржицьке) – osiedle typu miejskiego na Ukrainie, w obwodzie połtawskim, w rejonie łubieńskim, siedziba hromady. W 2001 liczyło 2008 mieszkańców, spośród których 1906 wskazało jako ojczysty język ukraiński, 89 rosyjski, 2 mołdawski, 1 węgierski, 6 białoruski, 3 ormiański, a 1 inny.